# Бертарий Верденский
Бертарий Верденский (лат. Bertarius; около 857 — после 916) — средневековый церковный писатель и историк из Вердена, автор вошедшего в «Деяния верденских епископов» труда «Краткая история верденских епископов».

## Биография
Бертарий родился около 857 года в знатной семье из Лотарингии. Его родственником был верденский епископ Гаттон. В юности Бертарий принял духовный сан и стал каноником в церкви Святого Витона в Вердене. Он получил образование в существовавшей при этом храме школе, где его учителем был Дадон.
В 915 году войско графа Бозона сожгло резиденцию верденских епископов, уничтожив при этом и архив со всеми находившимися там юридическими и историческими документами. Потрясённый этими утратами Бертарий решил увековечить для потомков деяния глав епархии и уже в следующем году написал «Краткую историю верденских епископов» (лат. «Historia brevis episcoporum Virdunensium»). Он посвятил её своему наставнику, тогдашнему епископу Дадону. В труде Бертарий изложил историю Верденской епархии от её основания в первой половине IV века святым Санктином до 887 года. О большинстве епископов сообщаются только краткие сведения. Более подробно описывается деятельность Гаттона и Берхарда, о которых в 893 году в сочинении «Жизнь Гаттона и Берхарда» написал Дадон. В качестве источников информации Бертарий использовал единственный сохранившийся список верденских епископов, немногие (в основном, упомянутые Дадоном в работе «История нашего времени») дарственные грамоты франкских правителей, эпитафии и устные предания. Из трудов более ранних авторов в «Краткой истории верденских епископов» использовались сочинения Григория Турского, Венанция Фортуната, епископа Дадона и жития святых.
Впоследствии «Краткая история верденских епископов» была дополнена несколькими авторами: аноним довёл изложение до 1047 года, Лаврентий Льежский — до 1144 года, а другие неизвестные по имени авторы — до 1250 года. Этот исторический источник известен под названием «Деяния верденских епископов» (лат. «Gesta episcoporum Virdunensium»): в нём сочинение Бертария составляет первые двадцать одну главу. «Краткую историю верденских епископов» использовал в своей «Верденской хронике» Гуго из Флавиньи.
Сохранилось две средневековые рукописи труда Бертария: Verdun, BM 1, f. 159—162 и Verdun, BM 3, f. 116—119v. «Деяния верденских епископов» напечатаны в Monumenta Germaniae Historica и Patrologia Latina.
О судьбе Бертария после создания им «Краткой истории верденских епископов» достоверных сведений не сохранилось. Возможно, он тождественен одноимённому диакону, упоминаемому в документе о получении Бернойном Верденской епархии в 925 году.

## Комментарии
1. ↑  По другим данным, это произошло в 916 или 917 году[4][5]. Однако, скорее всего, эти даты соответствуют датам создания Бертарием «Краткой истории верденских епископов»[7].